# العنف الأسري في كولومبيا
علي الرغم من تحريمه من قبل القانون، يظل العنف المنزلي في كولومبيا مشكلة حقيقية. وقد بدأت كولومبيا منذ التسعينات في مناقشة هذه المشكلة حيث تنص المادة 42 من دستور كولومبيا علي ان «العلاقات الأسرية  تستند إلى المساواة في الحقوق والواجبات بين الزوجين وعلى الاحترام المتبادل لجميع أفرادالأسره. يعتبر أي شكل من أشكال العنف في الأسرة مدمرا للوئام والوحدة، وسوف يتم المعاقبة عليه وفقا للقانون.» 
يمكن فرض مجموعة متنوعة من القوانين علي أعمال العنف المنزلي، حيث يمكن للضحايا الحصول على أوامر الحماية. على الرغم من هذا، لا يزال الرأي السائد هو أن العنف الأسري يجب أن يعامل كمسألة «خاصة». وكثيرا ما لا يتم تنفيذ القوانين.

## الحقوق
في التسعينيات، سنت كولومبيا Ley 294 de 1996، من أجل محاربة العنف المنزلي. في عام 2008، صدر القانون رقم 1257 لعام 2008، وهو قانون شامل لمكافحة العنف ضد المرأة. تم تجريم الاغتصاب الزوجي في عام 1996. 
على الرغم من أن كولومبيا لديها العديد من القوانين ضد العنف الأسري، بموجب تشريع محدد، وكذلك بموجب قانون العقوبات، فإن الرأي العام لا يزال يرى العنف المنزلي على أنه شيء خاص ، يجب حلها دون عقاب قانوني: وجدت دراسة أن 64 ٪ من  المسؤولون العموميون في كولومبيا قالوا إنه إذا كان في أيديهم حل لمشكلة عنف الشريك الحميم، فإن الإجراء الذي سيتخذونه هو تشجيع الأطراف على التصالح.

## امتداد
أفاد معهد الطب الشرعي وعلم الطب الشرعي عن حوالي 33,000 حالة من العنف المنزلي ضد النساء خلال عام 2006. ولاحظت أن نسبة قليلة فقط من الحالات قد لُفت إليها الانتباه ينص القانون على أن الحكومة يجب أن توفر لضحايا العنف الأسري حماية فورية من الإيذاء البدني أو النفسي وفر المعهد الدولي لبورتاغون بيوتاً آمنة ومشورة للضحايا، لكن خدماته تضاءلت بسبب حجم المشكلة بالإضافة إلى الوفاء بالمهام التقليدية للإرشاد الأسري، تعامل أمناء المظالم العائليون في ICBF مع حالات العنف المنزلي. أجرى مكتب حقوق الإنسان في مكتب أمين المظالم بكولومبيا حلقات عمل تدريبية إقليمية لتعزيز تطبيق قوانين العنف المنزلي.